# 1833 Shmakova
1833 Shmakova (1969 PN) là một tiểu hành tinh vành đai chính được phát hiện ngày 11 tháng 8 năm 1969 bởi L. Chernykh ở Nauchnyj.